# Вараксино (Вологодская область)
Вараксино — деревня в Грязовецком районе Вологодской области.
Входит в состав Ростиловского муниципального образования (с 1 января 2006 года по 9 апреля 2009 года входила в Плосковское муниципальное образование), с точки зрения административно-территориального деления — в Плосковский сельсовет.
Расстояние до районного центра Грязовца по автодороге — 45 км, до центра муниципального образования Ростилово по прямой — 24 км. Ближайшие населённые пункты — Иевлево, Козлово, Худынино.
По переписи 2002 года население — 259 человек (112 мужчин, 147 женщин). Преобладающая национальность — русские (99 %).
В деревне Вараксино родился Пётр Алексеевич Картавов (1873—1941) — собиратель книг и рукописей, историк, библиограф, издатель.